# Palácio do Planalto
Il Palácio do Planalto è la sede ufficiale della Presidenza della Repubblica del Brasile, pertanto luogo di lavoro del Presidente del Brasile e sorge nella capitale federale, Brasilia. L'edificio è stato progettato dall'architetto Oscar Niemeyer e inaugurato il 21 aprile 1960.
Il Planalto è stato il quartier generale di ogni presidente brasiliano a partire da Juscelino Kubitschek. Il palazzo si trova in Praça dos Três Poderes (Piazza dei Tre Poteri) a est del Congresso Nacional e di fronte al palazzo della Corte Suprema. A parte il Presidente, hanno un ufficio nel palazzo anche alcune alte cariche dello Stato come il Vicepresidente e il Capo di Gabinetto; gli altri ministeri si allineano lungo il cosiddetto "Asse monumentale" della città, in quella che è conosciuta come la spianata dei ministeri. Il termine "Planalto", nel gergo politico brasiliano, è usato per metonimia per indicare il governo.
Questo edificio è la sede della presidenza e luogo operativo e di lavoro del presidente, che ha invece nel Palácio da Alvorada la sua residenza ufficiale.

## Storia
Il Palazzo Presidenziale doveva essere uno degli edifici principali nel piano generale di Brasilia, progettato dall'urbanista Lúcio Costa. Per disegnarlo fu scelto l'architetto Oscar Niemeyer, mentre la costruzione fu affidata all'impresa Construtora Rabello S.A.. I lavori iniziarono il 10 luglio del 1958 e si conclusero il 21 aprile del 1960, con l'inaugurazione da parte dell'allora presidente Juscelino Kubitschek. Durante questo lasso di tempo, gli uffici dell'esecutivo furono ospitati al Catetinho, alla periferia di Brasilia. Il Planalto fu uno dei primi edifici ad essere inaugurati nella nuova capitale, insieme al Parlamento e al Palazzo della Corte Suprema. All'inaugurazione erano presenti diversi capi di Stato e moltissimi spettatori perché simbolicamente questo atto rappresentò il definitivo trasferimento della capitale da Rio de Janeiro a Brasilia.
Dopo decenni di scarsa manutenzione, nel 2009, l'allora presidente Luiz Inácio Lula da Silva ordinò radicali lavori di restauro per il palazzo che furono completati il 24 agosto 2010 al costo di 11 milioni di dollari. Oltre a rinnovare gli impianti idraulici, elettrici e di condizionamento, i restauri hanno previsto il completo smantellamento delle strutture murarie interne del palazzo, con la creazione di nuovi ambienti. Sono state inoltre restaurate anche le facciate, gli infissi e, infine, è stato aggiunto un garage sotterraneo da 500 posti. Nel periodo dei lavori, gli uffici dell'esecutivo sono stati ospitati presso il Centro Culturale della Banca del Brasile e presso il Palazzo Itamaraty.

## Architettura
L'idea di Niemeyer era di proiettare un'immagine di semplicità e modernità usando linee sottili e curve per comporre i pilastri e gli esterni della struttura. Le linee longitudinali del palazzo sono scandite da una sequenza di pilastri il cui design è una variante di quelli del Palacio de Alvorada, anche se sono sistemate trasversalmente rispetto al corpo dell'edificio. Sulla facciata del palazzo spiccano due elementi forti: la rampa di accesso che porta all'atrio principale e la tribuna dalla quale il presidente e i capi di Stato stranieri possono rivolgersi al pubblico radunato nella Piazza dei Tre Poteri. Nel 1991, attorno al palazzo venne costruita una vasca d'acqua, sia per aumentare la sicurezza sia per bilanciare i livelli di umidità durante la lunga stagione secca di Brasilia. La vasca ha un'area approssimativa di 1635 m² e contiene 1900 metri cubi di acqua con una profondità di 110 centimetri. Le acque della vasca sono popolate da diverse decine di carpe giapponesi.

## Interni
Il Palazzo ha un'area di 36.000 m². L'edificio principale ha quattro piani, più un piano interrato. Sul lato nord dell'edificio esiste un eliporto. Il primo piano ospita l'atrio e le aree di accesso al pubblico e di sicurezza, oltre all'ufficio stampa. L'enorme atrio d'ingresso è spesso usato per mostre temporanee su temi connessi ai programmi del governo federale. L'atrio è decorato da opere scultoree di Franz Weissman e Zezinho de Tracunhaém. Sempre al primo piano ha sede la Galleria Presidenziale che ospita i ritratti ufficiali di tutti i presidenti del Brasile.
Il secondo piano ospita le Sale Est, Nobile e Ovest oltre alla Sala Riunioni e all'agenzia stampa. La Sala Est è quella in cui il presidente firma leggi e decreti o compie gli atti legati al governo nazionale. La Sala Nobile, detta anche Sala degli Specchi, è la più grande del palazzo. Di solito è usata per accogliere solenni cerimonie ufficiali ed ha una capienza di 1000 posti. Le pareti della Sala Nobile sono decorate da sculture e pitture di famosi artisti brasiliani. La Sala Ovest è utilizzata per eventi di minor importanza, con una capienza di 300-500 posti. La Sala è decorata da un'opera di Roberto Burle Marx. La Sala Riunioni, costruita nel 1990, ospita i vertici ministeriali e le sedute del governo e del Presidente.
Il terzo piano ospita l'ufficio del Presidente e quelli del suo staff. Il piano è in parte occupato dal mezzanino, una vasta area dedicata a sale d'attesa e a corridoi di circolazione fra la Sala Nobile, l'ufficio del Presidente e quello dei diversi consiglieri. Le sale d'attesa sono arredate con mobili disegnati da Sergio Rodrigues e Oscar Niemeyer e decorate da opere di Emiliano Di Cavalcanti, Firmino Saldanha, Frans Krajcberg, Geraldo de Barros, Frank Schaeffer e Bruno Giorgi. L'ufficio del Presidente è diviso in tre ambienti separati: l'ufficio vero e proprio, una sala riunioni e una sala per gli ospiti. L'arredamento dell'ufficio è di stile modernista con pezzi di design prodotti fra gli anni quaranta e sessanta. L'ufficio è dominato da due larghi dipinti di Djanira da Motta e Silva. Gli altri due ambienti sono usati per le riunioni private fra il Presidente e il suo staff e per i meeting formali con capi di Stato stranieri.
Il quarto piano ospita una lounge e gli uffici dei principali membri del governo, incluso il Capo di Gabinetto e il Capo della Sicurezza Istituzionale. La lounge è stata creata durante i restauri del 2010, è arredata con pezzi di design modernista degli anni sessanta e ospita numerose opere d'arte di Alberto Nicola, Bruno Giorgi, Giovanni Oppido e Athos Bulcão.
Il palazzo è aperto al pubblico e visitabile tutte le domeniche dalle 9.30 alle 14.00, con visite guidate ogni 20 minuti. Negli altri giorni della settimana l'accesso è ristretto per motivi di sicurezza. Alla protezione del Palazzo del Planalto provvedono il Battaglione della Guardia Presidenziale e il 1º Reggimento delle Guardie di Cavalleria.